# Нэпп, Джастин
Джастин Энтони Нэпп (англ. Justin Anthony Knapp, род. 18 ноября 1982) — пользователь английской Википедии, ставший первым в истории человеком, совершившим более одного миллиона правок в проекте «Википедия». По состоянию на июль 2015 года у Нэппа более полутора миллиона правок. Занимал первое место в списке активнейших редакторов Википедии с 18 апреля 2012 по 1 ноября 2015 года, ныне занимает второе после Стивена Прюитта.

## Образование
Уроженец Индианаполиса, Джастин Нэпп окончил квакерскую Христианскую старшую школу Завета, в которую поступил в 1997 году. После получения среднего образования Нэпп поступил в Университет Пердью в Индианаполисе, где успешно получил высшее образование по специальности «философия и политология». С 2013 году Нэпп является соискателем учёной степени в Университете штата Индиана.

## Карьера

### Википедия

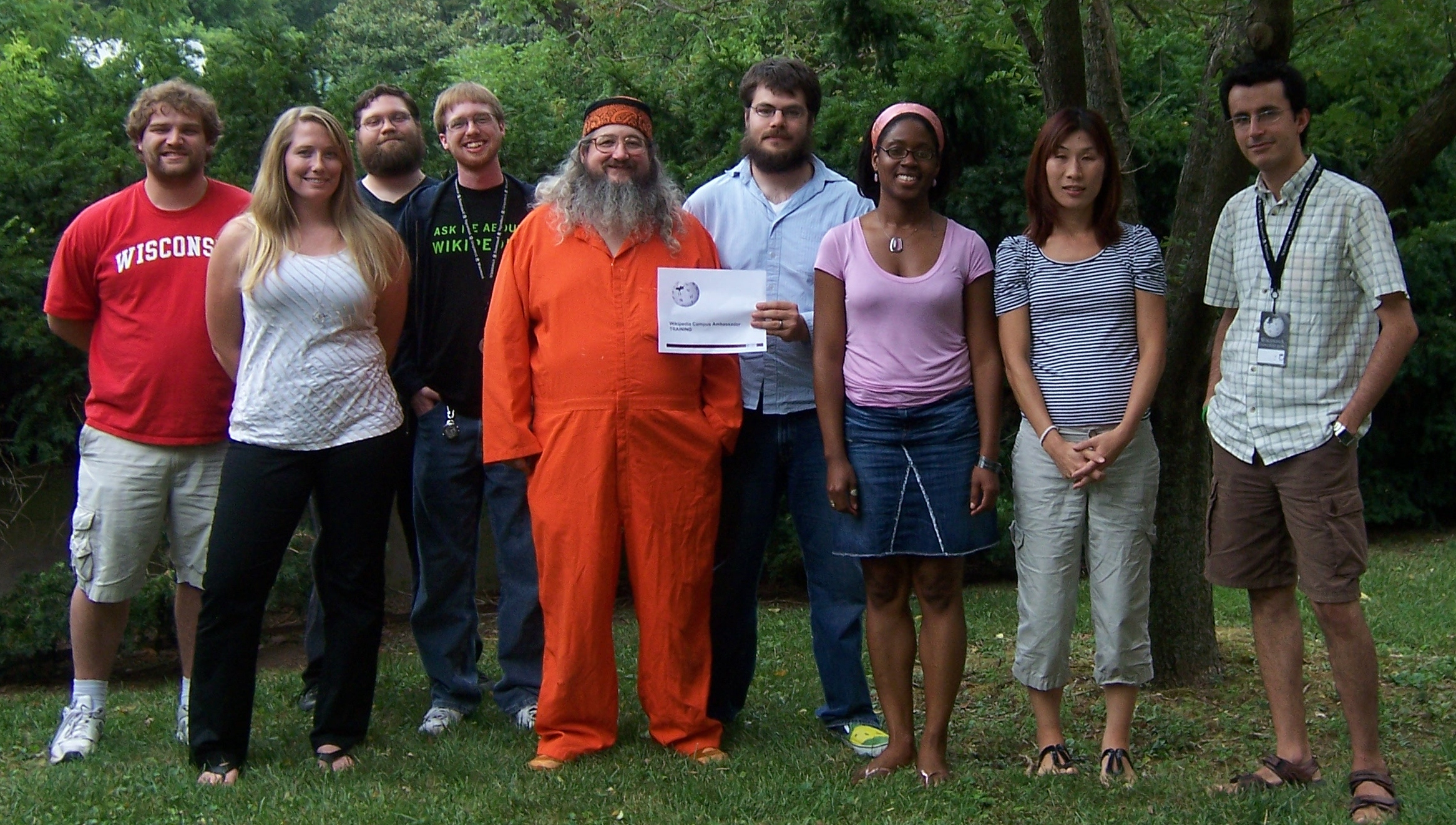
Нэпп (третий слева) на викивстрече в 2011 году

Нэпп совершил свою миллионную правку в английской Википедии 12 апреля 2012 года. На тот момент Джастин совершал в среднем по 385 правок в день со дня своей регистрации в марте 2005 года. По словам Нэппа, к участию в Википедии его побудила незанятость. Нэпп сменил несколько рабочих мест, среди которых были доставка пиццы, работа в продуктовом магазине и колл-центре. Никнейм koavf означает «King of all Vext fans», «Король всех фанатов Векста», персонажа одного из комиксов вселенной DC. Нэпп внёс значительный вклад в статьи по библиографии Джорджа Оруэлла, а также в категоризацию различных страниц. В соответствии со своим образованием, Нэпп уделяет больше внимания статьям о политике, религии, философии и массовой культуре. В 2012 году Джимми Уэйлс лично поблагодарил Нэппа за проделанную работу и вручил ему высшую награду сайта, объявив 20 апреля Днём Джастина Нэппа. В интервью Business Insider от 2014 года Джастин Нэпп заявил, что перешёл к совершению малых правок, улучшающих орфографию и оформление, также в том интервью Нэпп утверждал, что сокращение числа редакторов не является проблемой для Википедии.
21 апреля 2014 года вопрос про Джастина Нэппа и его участие в Википедии был задан на телевикторине канала BBC University Challenge.
Koafv многократно конфликтовал с другими пользователями Википедии, вёл войны правок и подвергался блокировкам. Летом 2024 года он был бессрочно заблокирован в английской Википедии с возможностью запроса разблокировки не ранее, чем через год, «за постоянное деструктивное и агрессивное поведение в течение длительного периода, а также истощение терпения сообщества».

### Общественная деятельность
В 2005 году на заседании Генеральной Ассамблеи ООН Джастин Нэпп выступал с докладом, посвящённым проблемам Западной Сахары. Также Нэпп участвует в организации митингов против усиления негласного наблюдения за гражданами.